# Three from the Vault
Three from the Vault je koncertní album skupiny Grateful Dead. Album vzniklo 19. února 1971 v New Yorku. Album vyšlo 26. června 2007.

## Seznam skladeb
| Disk 1 | Disk 1                                        | Disk 1                         | Disk 1 |
| Pořadí | Název                                         | Autor                          | Délka  |
| ------ | --------------------------------------------- | ------------------------------ | ------ |
| 1.     | The Merry-Go-Round Broke Down“ / „Spring Song | Friend, Franklin / Mendelssohn | 1:19   |
| 2.     | Truckin'                                      | Garcia, Lesh, Weir, Hunter     | 8:09   |
| 3.     | Loser                                         | Garcia, Hunter                 | 6:23   |
| 4.     | Cumberland Blues                              | Garcia, Lesh, Hunter           | 4:58   |
| 5.     | It Hurts Me Too                               | James, Red                     | 6:10   |
| 6.     | Bertha                                        | Garcia, Hunter                 | 5:21   |
| 7.     | Playing in the Band                           | Weir, Hart, Hunter             | 5:14   |
| 8.     | Dark Hollow                                   | Browning                       | 3:15   |
| 9.     | Smokestack Lightning                          | Howlin' Wolf                   | 14:42  |
| 10.    | China Cat Sunflower                           | Garcia, Hunter                 | 3:24   |
| 11.    | I Know You Rider                              | trad., arr. by Grateful Dead   | 7:02   |

| Disk 2         | Disk 2                                        | Disk 2                 | Disk 2 |
| Pořadí         | Název                                         | Autor                  | Délka  |
| -------------- | --------------------------------------------- | ---------------------- | ------ |
| 1.             | Greatest Story Ever Told                      | Weir, Hunter           | 4:22   |
| 2.             | Johnny B. Goode                               | Berry                  | 3:26   |
| 3.             | Bird Song                                     | Garcia, Hunter         | 7:04   |
| 4.             | Easy Wind                                     | Hunter                 | 8:17   |
| 5.             | Deal                                          | Garcia, Hunter         | 4:22   |
| 6.             | Cryptical Envelopment“ „Drums“ „The Other One | Garcia Kreutzmann Weir | 16:09  |
| 7.             | Wharf Rat                                     | Garcia, Hunter         | 9:08   |
| 8.             | Good Lovin'                                   | Resnick, Clark         | 18:43  |
| 9.             | Casey Jones                                   | Garcia, Hunter         | 5:00   |
| Celková délka: | Celková délka:                                | Celková délka:         | 142:42 |

## Sestava
- Jerry Garcia - sólová kytara, zpěv
- Bob Weir - rytmická kytara, zpěv
- Phil Lesh - basová kytara, zpěv
- Ron „Pigpen“ McKernan – harmonika, klávesy, perkuse, zpěv
- Bill Kreutzmann - bicí